# Регекампф, Лауренциу
Лауре́нциу Аурелиан Регекампф (рум. Laurențiu Aurelian Reghecampf; род. 19 сентября 1975, Тырговиште) — румынский футболист и футбольный тренер.

## Биография

### Клубная карьера
Родился в Тырговиште и начал карьеру в составе одноименного клуба. В сезоне 1993/94 Регекампф был арендован австрийским клубом «Санкт-Пёльтен». В 1997 году стал игроком «Стяуа», с которым два раза выиграл чемпионат Румынии. В 1998/1999 был арендован болгарским клубом «Литекс» и стал победителем чемпионата Болгарии.
В 2000 году стал игроком немецкого «Энерги Коттбус». В 2004 году перешёл в «Алеманнию (Ахен)», где стал любимцем болельщиков и помог команде в первом сезоне выйти в Бундеслигу, а позже стал капитаном команды. В Кубке Германии 2006/07 забил два гола в победном матче против «Баварии» (4:2).
4 июля 2008 года, на правах свободного агента перешёл в «Кайзерслаутерн», но из-за гастроэнтерита провёл только два матча за клуб и по окончании сезона не стал продлевать контракт с клубом, заявив о завершении карьеры.

### Международная карьера
За национальную сборную Румынии провёл единственный матч 29 марта 2003 года при тренере Ангеле Йордэнеску, выйдя на замену вместо Паула Кодря в проигранной встрече отбора на чемпионат Европы 2004 против Дании.

### Тренерская карьера
Начал тренерскую карьеру в клубе «Снагов» из Второй лиги Румынии. В конце сезона 2009/10 был приглашён в клуб «Университатя Крайова 1948» и спас команду от вылета. В 2010 году стал тренером «Глории» но был уволен после 15 матчей из-за неудовлетворительного результата. Он снова вернулся в «Университатя Крайова 1948», чтобы спасти клуб от вылета но был уволен после шести матчей из-за конфликта с игроками команды.
В начале 2011 года начал свой второй сезон за «Снагов». В декабре 2011 года подписал контракт с клубом Конкордия, который после половинный сезона находился на 17-м месте в турнирной таблице. По итогам сезона клуб занял девятое место.

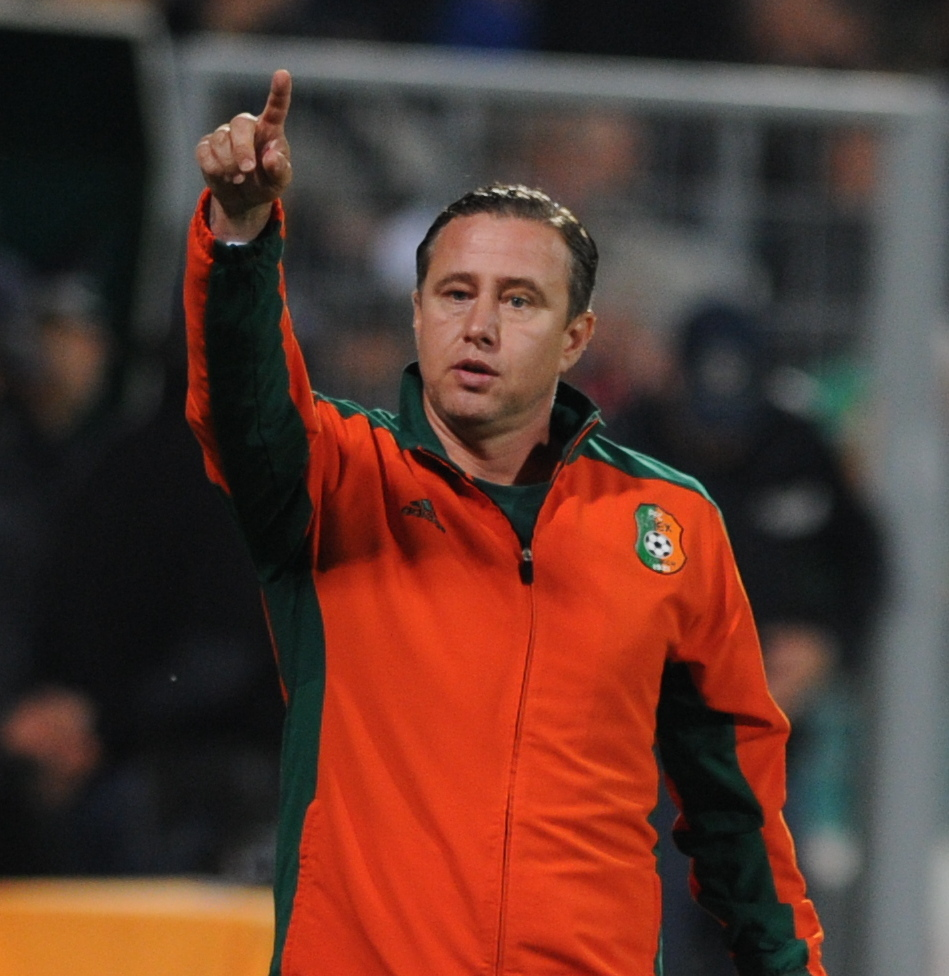
Главный тренер болгарского «Литекс»

По окончании сезона «Стяуа» предложила Регекампфу контракт до конца и поставила цель выиграть чемпионат Румынии. В марте 2013 года, румынский клуб победил амстердамский «Аякс» в 1/16 финала Лиги Европы УЕФА. В следующей стадии турнира, румынская команда проиграла по сумме двух матчей будущему победителю турниру «Челси». В мае 2013 года стали победителями чемпионата и суперкубка Румынии. В мае 2014 года, «Стяуа» завоевала второе чемпионство подряд и квалифицировалась в групповой этап Лиги чемпионов УЕФА.
27 мая 2014 года, Регекампф подписал двухлетний контракт с клубом «Аль-Хиляль». В турнире Лига чемпионов АФК, вывел команду в финал победив в полуфинале «Аль-Айн». В финале, его команда проиграл «Уэстерн Сидней Уондерерс» по сумме двух матчей. 15 февраля 2015 года, румынский тренер был уволен после поражения в финале Кубка наследного принца Саудовской Аравии.
В августе 2015 года, стал главным тренером болгарского клуба «Литекс». В декабре 2015 года, Регекампф покинул клуб, чтобы во второй раз стать тренером «Стяуа».
3 июля 2017 года, было объявлено что румынский тренер возглавит «Аль-Вахда» и заменит на посту Хавьера Агирре. 16 сентября 2017 года, в первом матче чемпионата ОАЭ по футболу, проиграл «Дибба Аль-Фуджайра» (5:0).
В январе 2019 года был назначен главным тренером клуба «Аль-Васл» и спас команду от вылета.
1 апреля 2021 года, возглавил «Аль-Ахли», спустя два месяца был уволен.
21 июня 2022 года подписал двухлетний контракт с клубом «Нефтчи».

## Достижения

### Игрок
«Тырговиште»
- Вторая лига Румынии по футболу: 1995/1996[англ.]
- Третья лига Румынии по футболу: 1994/1995

«Стяуа»
- Чемпионат Румынии по футболу: 1996/1997, 1997/1998
- Кубок Румынии по футболу: 1996/1997
- Суперкубок Румынии по футболу: 1998[англ.]

«Литекс»
- Чемпионат Болгарии по футболу: 1998/1999

### Тренер
«Стяуа»
- Чемпионат Румынии по футболу: 2012/2013
- Суперкубок Румынии: 2013[англ.]
- Кубок Румынской лиги[англ.]: 2015/2016

«Аль-Вахда»
- Кубок лиги ОАЭ: 2017/2018
- Суперкубок ОАЭ: 2017, 2018

### Индивидуальные
- Тренер года в Румынии[англ.]: 2013